# Legamento rotondo del fegato
Il legamento rotondo del fegato (dal latino ligamentum teres hepatis) è il residuo della vena ombelicale, degenerata al momento del parto poiché il suo ruolo di rifornire l'embrione di sangue ossigenato viene allora assunto dai polmoni e dalla circolazione polmonare.
Il legamento rotondo viene incluso nel legamento falciforme, a livello del mesentere ventrale che vincola il fegato alla parete addominale ventrale.
Esso costituisce quindi la porzione degenerata della vena ombelicale che, superato il fegato, si riversava nella vena porta e quindi nella vena cava inferiore.